# Mia Isabella
Mia Isabella   (Chicago, 30 de juliol de 1985) és una actriu pornogràfica transsexual nord-americana.

## Inicis
Isabella va néixer i va créixer a Chicago, Illinois, però va passar gran part de la seva infància a Tennessee abans de tornar a Chicago com a adolescent. Té ascendència francesa, porto-riquenya i jamaicana. Entre els vuit i els 18 anys, tocava el violí almenys dues hores diàries. Es va graduar de l'escola secundària a setze anys, va assistir a l'Art Institute de Chicago i posseïa una boutique de disseny de luxe. És llicenciada en moda pel 'Paris Fashion Institute.

## Carrera
Isabella va entrar a la indústria indústria del cinema per a adults l'any 2005 a l'edat de dinou anys, realitzant la seva primera escena amb Yasmin Lee i Kayla Coxxx per a l'empresa Anabolic Video. Es va prendre un parèntesi en el porno quan tenia 21 anys i va tornar als 23. El gener de 2014 es va retirar del porno.

## Vida personal
A vint-i-dos anys, Isabella es va sotmetre a una cirurgia de feminització facial que va consistir en una reducció de la barbeta, la mandíbula, l'os nasal i a una ritidectomia mitjana i superior. També es va sotmetre a una segona cirurgia d'augment de pit. El mes de setembre de 2010, es va realitzar una rinoplàstia, un implant de galtes, una altra ritidectomia mitjana i superior, i una correcció del seu pit dret, que no havia quedat bé en les seves operacions anteriors.

## Premis i nominacions
| Any  | Cerimònia        | Categoria                                    |
| ---- | ---------------- | -------------------------------------------- |
| 2010 | Urban X Award    | Best Ethnic Transsexual Site                 |
| 2011 | Premis AVN       | Best Alternative Web Site                    |
| 2011 | Premis AVN       | Artista transsexual de l'any                 |
| 2011 | Urban X Award    | Transsexual Performer of the Year            |
| 2011 | Premis XBIZ      | Artista transsexual de l'any                 |
| 2012 | Premis AVN       | Artista transsexual de l'any                 |
| 2012 | Premis AVN       | Best Alternative Website                     |
| 2012 | NightMoves Award | Best Transsexual Performer (Editor’s Choice) |
| 2012 | Premis XBIZ      | Artista transsexual de l'any                 |
| 2012 | Premis XBIZ      | Transsexual Site of the Year                 |
| 2013 | Premis XBIZ      | Artista transsexual de l'any                 |
| 2014 | Premis XBIZ      | Artista transsexual de l'any                 |